# Мелодія FM
«Мелодія FM» (до 10 квітня 2017 року — «Радіо Мелодія») — всеукраїнська FM-радіостанція. Веде мовлення у 38 містах України. В ефірі звучать пісні 1990-х — 2000-х років, а також сучасна українська музика.

## Історія
Музично-інформаційна радіостанція «Мелодія» розпочала свою роботу в Харкові та області 23 травня 1994 року під назвою «Онікс». У 2000 році змінила назву на радіо «Мелодія». У 2001 році станція отримала ліцензію на частоту у Києві, розпочавши мовлення у столиці 2 січня 2002 року.
Поступово радіостанція почала освоювати нові регіони. Згодом мовлення Всеукраїнської радіомережі «Мелодія» розширилося до 43 міст України.
Ефірне мовлення радіостанції було припинене восени 2011 року через несплату податків за користування радіочастотним ресурсом України. Більша частина частот (в тому числі й в найбільших містах країни) перейшла до новоствореного «Super Radio». Інші частоти перейшли до мережі «Перець ФМ», яка як і «Мелодія» належить до Першої Української Радіогрупи.
9 квітня 2012 року радіостанція «Мелодія» відновила мовлення на частотах радіо «Дача».

## Програми
- Вівсянка-Шоу
- Книжка у ліжко
- Відомі та закохані
- Підтримай медика!
- Гарячі хіти
- Відповідальний бізнес
- Урок за хвилину
- 10 фактів про коньяк
- Формула толерантності
- ФАН Календар
- Говорять діти

## Ведучі
- Андрій Астахов
- Олег Волін
- Люся Кліндухова
- Олена Коровка
- Сергій Лівадний (2005–2010)[4]
- Костянтин Рубін
- Ольга Стрельцова
- Олександр Шевчук (2001—2013)[4]

## Покриття
Станом на квітень 2022 року мережа Мелодія FM налічує 38 передавачів. В зоні впевненого прийому перебуває 64 міста України.

## Частоти мовлення
- Київ — 95.2 FM

### Вінницька область
- Вінниця — 90.5 FM

### Волинська область
- Ковель — 91.0 FM
- Луцьк — 102,4 FM

### Дніпропетровська область
- Дніпро — 90.1 FM
- Нікополь — 104.9 FM

### Донецька область
- Донецьк — 92.3 FM — замінений на Радіо КП (Росія)
- Краматорськ — 105.0 FM
- Маріуполь — 91.1 FM — замінений на Радіо Європа Плюс (Росія)
- Слов'янськ — 105.0 FM

### Житомирська область
- Житомир — 98.2 FM

### Закарпатська область
- Ужгород — 94.1 FM

### Запорізька область
- Запоріжжя — 107.5 FM
- Бердянськ — 100.4 FM
- Енергодар — 101.7 FM
- Мелітополь — 106.3 FM
- Пологи — 104.3 FM
- Токмак — 102.5 FM

### Київська область
- Біла Церква — 105.3 FM

### Кіровоградська область
- Кропивницький — 98.9 FM
- Олександрія — 99.4 FM

### Львівська область
- Львів — 91.5 FM

### Миколаївська область
- Вознесенськ — 107.5 FM
- Миколаїв — 99.2 FM
- Первомайськ — 102.9 FM

### Одеська область
- Одеса — 89.0 FM

### Полтавська область
- Карлівка — 105.5 FM
- Кременчук — 103.5 FM
- Лубни — 106.7 FM
- Миргород — 104.7 FM
- Полтава — 105.8 FM

### Сумська область
- Охтирка — 101.6 FM

### Тернопільська область
- Тернопіль — 106,1 FM

### Харківська область
- Харків — 107.9 FM

### Херсонська область
- Олешки — 90,4 FM
- Херсон — 90.4 FM

### Хмельницька область
- Кам'янець-Подільський — 105.3 FM
- Хмельницький — 106.0 FM

### Черкаська область
- Умань — 101.7 FM
- Черкаси — 104.5 FM

### Чернігівська область
- Ніжин — 104.1 FM
- Чернігів — 106.3 FM

### Автономна республіка Крим
- Євпаторія — 106.8 FM — замінений на Радіо Дача (Росія)
- Керч — 107.6 FM — замінений на Наше Радіо (Росія)
- Севастополь — 89.1 FM — замінений на Радіо Дача (Росія)
- Сімферополь — 88.0 FM — замінений на Радіо Дача (Росія)
- Ялта — 101.4 FM — замінений на Радіо Дача (Росія)

### Сторінки в соцмережах
- Мелодія FM у соцмережі «Facebook»
- Мелодія FM у соцмережі «Твіттер»
- Канал Мелодія FM на YouTube
- Мелодія FM  у соцмережі «Instagram»

### Інші посилання
- Слухайте Мелодія FM online [Архівовано 27 січня 2022 у Wayback Machine.]
- Офіційний додаток RadioPlayer для смартфонів [Архівовано 12 лютого 2022 у Wayback Machine.]

1. ↑  Архівована копія. Архів оригіналу за 7 листопада 2017. Процитовано 3 листопада 2017.{{cite web}}:  Обслуговування CS1: Сторінки з текстом «archived copy» як значення параметру title (посилання)